# Andy Buckley
Andrew P. Buckley Jr. é um ator estadunidense, mais conhecido por seu papel como David Wallace na série de comédia The Office transmitida pela NBC.

## Infância e educação
Buckley é filho de Barbara J. e Andrew P. Buckley. Ele tem dois irmãos e uma irmã. Estudou na Pine Crest School, se formando em 1983, e na Stanford University, onde se formou em 1987 com bacharelado em ciências políticas. Mais tarde, estudou comédia e improvisação no Groundlings Theatre, trabalhando com atores Dax Shepard e Melissa McCarthy.

## Carreira
Em 2006, recebeu o papel de David Wallace, o diretor financeiro e mais tarde CEO da fictícia empresa de papel Dunder Mifflin. Ao todo, apareceu em 37 episódios de The Office até 2013. Na época, ele trabalhava como consultor financeiro na Merrill Lynch, e foi escalado por causa de sua familiaridade com finanças corporativas. Ele continuou a trabalhar no setor financeiro em tempo integral durante sua presença em The Office.
Em 2011, Buckley foi escalado para o filme infantil Alvin and the Chipmunks 3: Chipwrecked. No mesmo ano, também interpretou o marido de Rose Byrne na obra Bridesmaids, embora sua parte tenha sido quase toda cortada. Ele foi escalado como Ted Mercer, um pai adotivo e cirurgião plástico, na série The Lying Game. Em 2015, apareceu como coadjuvante no filme de aventura e ficção científica Jurassic World. Em 2017 Buckley se juntou ao elenco do filme de terror do escritor/diretor Chris Blake, All Light Will End, ao lado de Sarah Butler, John Schuck e Sam Jones III.
Em 2018, Buckley apareceu com o jogador de golfe Phil Mickelson em um comercial da Workday Inc.. Em 2020, a Variety anunciou que ele se juntaria ao elenco da comédia de Chris Blake, Distancing Socially. Isso marcaria a sua segunda colaboração com o diretor. A obra foi rodada no auge da pandemia de COVID-19 em 2020, usando smartphones. O filme foi adquirido e lançado pela Cinedigm em outubro de 2021.